# Meliboeus fulgidicollis
Meliboeus fulgidicollis es una especie de escarabajo del género Meliboeus, familia Buprestidae. Fue descrita científicamente por Lucas en 1846.